# Castell de Dungiven
El castell de Dungiven, a Dungiven, al comtat de Derry, Irlanda del Nord, data del segle xvii, tot i que la major part de l'edifici actual és de la dècada de 1830.
Els Ó Catháin tenien un castell a Dungiven, però ubicat prop del Priorat de la zona. La majoria dels Ó Catháin van marxar de l'Ulster en la fugida dels Comtes, i van perdre les seves possessions. S'hi va establir una guarnició i es va nomenar el capità Edward Dodington lloctinent del Castell de Dungiven. Segons algunes fonts en l'emplaçament de l'actual edificació, i d'acord a les condicions establertes en la colonització de l'Ulster, Dodington hi hauria construït el 1604 un nou edifici fortificat. El 1618 el castell es documenta com una de les possessions atorgades a la Skinners' Company, tot i que va seguir arrendat a Dodington i la seva esposa. El contracte s'acabà el 1696, moment en què el castell s'arrendà a Edward Carey. El 1794 passar a mans de Robert Ogilby, membre d'una de les famñilies amb més possessions al comtat. L'edifici actual data en gran part de 1836-1839, iniciativa de la reconstrucció que va fer Robert Ogilby. El 1902 el castell va ser heretat per Robert James Leslie Ogilby, un militar que vivia a Londres, que el va vendre el 1925.
Va acollir l'Exèrcit dels Estats Units durant la Segona Guerra Mundial, i durant els anys 1950 i 1960 va ser utilitzat com a sala de ball. El castell va quedar abandonat i el consell local va decidir enderrocar-lo. Un grup de pressió local va combatre aquests plans i el 1989 la Glenshane Community Development va comprar el contracte d’arrendament, planejant reurbanitzar la propietat. El 2009 el castell de Dungiven es va sotmetre a una completa reurbanització i redecoració. Actualment acull una Gaelcholáiste (escola d'educació secundària en llengua irlandesa): Gaelcholáiste Doire.